# Magnano
Magnano ist eine italienische Gemeinde mit 344 Einwohnern (Stand 31. Dezember 2023) in der Provinz Biella (BI), Region Piemont.
Die Gemeinde besteht aus den Ortsteilen Bose, Broglina, Carrera, Piletta, San Sudario und Tamagno. Die Nachbargemeinden sind Bollengo (TO), Cerrione, Palazzo Canavese (TO), Piverone (TO), Piverone (TO), Torrazzo, Zimone und Zubiena.
Der Schutzheilige des Ortes ist San Secondo (siehe auch San Secondo (Magnano)).

## Geographie
Der Ort liegt auf einer Höhe von 543 m über dem Meeresspiegel. Das Gemeindegebiet umfasst eine Fläche von 10 km².